# 1755 Lorbach
1755 Lorbach је астероид главног астероидног појаса. Приближан пречник астероида је 27,90 km,
а средња удаљеност астероида од Сунца износи 3,090 астрономских јединица (АЈ).
Инклинација (нагиб) орбите у односу на раван еклиптике је 10,696 степени, а орбитални период износи 1984,007 дана (5,431 година). Ексцентрицитет орбите астероида износи 0,049.
Апсолутна магнитуда астероида износи 10,77 а геометријски албедо 0,111.
Астероид је откривен 8. новембра 1936. године.